# Germano D'Abramo
Germano D'Abramo (Porto San Giorgio, 25 maggio 1973) è un matematico e fisico italiano.
| 19528 Delloro       | 4 aprile 1999 |
| 29869 Chiarabarbara | 4 aprile 1999 |
| (59421) 1999 GV3    | 5 aprile 1999 |

## Biografia
Lavora presso l'Istituto di astrofisica spaziale e fisica cosmica e l'Istituto Nazionale di Astrofisica a Roma. All'inizio del 2006 ha scoperto soluzioni probabilistiche del problema di Turing, pubblicato in Chaos, Solitons & Fractals (op. cit.). Dal 2008 è coinvolto nella ricerca teorica sulla seconda legge della termodinamica.
È lo scopritore di 3 pianeti minori. In suo onore l'asteroide 16154 Dabramo prende il suo nome.